# Puccinia fragosoana
Puccinia fragosoana ist eine Ständerpilzart aus der Ordnung der Rostpilze (Pucciniales). Der Pilz ist ein Endoparasit von  Imperata cylindrica sowie Schizachryrium sanguineum. Symptome des Befalls durch die Art sind Rostflecken und Pusteln auf den Blattoberflächen der Wirtspflanzen. Ihr Verbreitungsgebiet reicht vom Mittelmeer bis nach Südafrika.

## Merkmale

### Makroskopische Merkmale
Puccinia fragosoana ist mit bloßem Auge nur anhand der auf der Oberfläche des Wirtes hervortretenden Sporenlager zu erkennen. Sie wachsen in Nestern, die als gelbliche bis braune Flecken und Pusteln auf den Blattoberflächen erscheinen.

### Mikroskopische Merkmale
Das Myzel von Puccinia fragosoana wächst wie bei allen Puccinia-Arten interzellulär und bildet Saugfäden, die in das Speichergewebe des Wirtes wachsen. Aecien und Spermogonien fehlen der Art offenbar. Die Uredien wachsen beidseitig auf den Blättern des Wirtes. Ihre goldenen bis haselnussbraunen Uredosporen sind meist eiförmig, 30–43 × 20–25 µm groß und fein stachelwarzig. Die Telien der Art sind schwarzbraun, früh offenliegend und kompakt. Die haselnussbraunen Teliosporen sind zweizellig, in der Regel elliptisch geformt und 26–34 × 16–23 µm groß; ihre Stiele sind braun und bis zu 45 µm lang.

## Verbreitung
Das bekannte Verbreitungsgebiet von Puccinia fragosoana umfasst ein Areal, das sich von Spanien über Sierra Leone bis nach Südafrika erstreckt.

## Ökologie
Die Wirtspflanzen von Puccinia fragosoana sind Imperata cylindrica und Schizachryrium sanguineum. Der Pilz ernährt sich von den im Speichergewebe der Pflanzen vorhandenen Nährstoffen, seine Sporenlager brechen später durch die Blattoberfläche und setzen Sporen frei. Die Art verfügt anscheinend über einen Entwicklungszyklus mit Telien und Uredien, der ohne Wirtswechsel auskommt; Spermogonien und Aecien fehlen offenbar.